# Middenpaleolithicum
Het middenpaleolithicum is het middelste gedeelte van het paleolithicum, dat in Europa op ongeveer 300.000 tot 200.000 jaar geleden begon met het begin van de Levalloistechniek, en ongeveer 40.000 jaar geleden met de immigratie van de vroege moderne mens en het begin van het laatpaleolithicum (Aurignacien) eindigde.
In Europa en West-Azië wordt het middenpaleolithicum geassocieerd met de neanderthaler (Homo sapiens neanderthalensis), en volgens sommigen ook nog de late Homo heidelbergensis en vroege moderne mens.
De corresponderende periode in Afrika wordt Middle Stone Age genoemd. Daar ontwikkelde zich de vroege moderne mens, zoals Homo sapiens idaltu, die  ongeveer 150.000 jaar geleden in Oost-Afrika leefde en als voorloper van de anatomisch moderne mens wordt gezien.
Voor Zuid- en Oost-Azië wordt de term niet gebruikt.

## Werktuigen

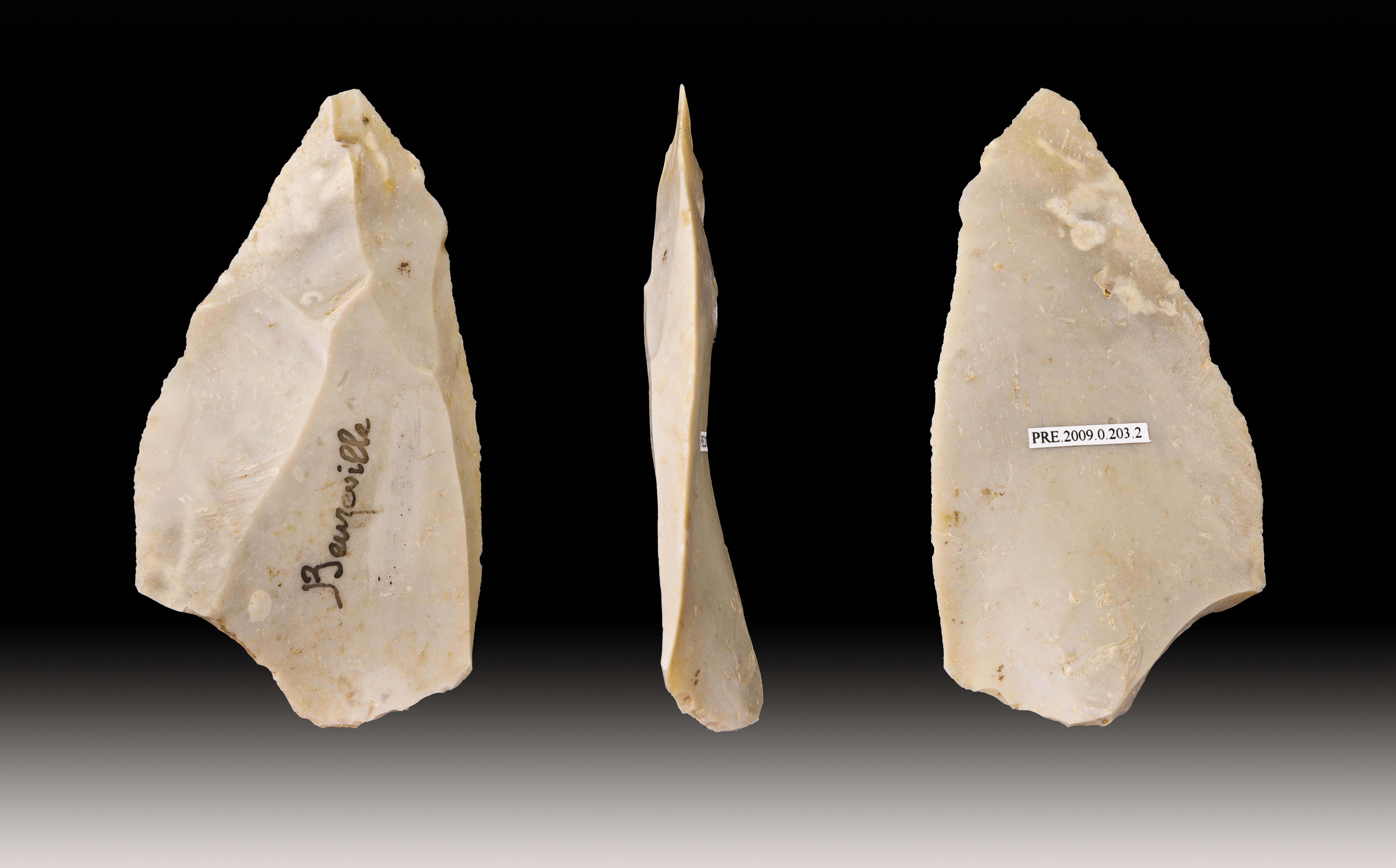
Moustérien-punt

Wat betreft de stenen werktuigen wordt het middenpaleolithicum gekenmerkt door de Levalloistechniek gericht op de productie van schilfers en punten, evenals door het veelvuldig voorkomen van schrapers. In Europa vindt men de archeologische culturen van het Moustérien en Micoquien. Aan het einde van het middenpaleolithicum vindt men het Szeletien.
Door de verbeterde steenbewerkingstechniek en daardoor beter afgewerkte stenen punten vindt men in het middenpaleolithicum ook werktuigen en wapens die geheel of gedeeltelijk van organische materialen gemaakt zijn, zoals houten speren met stenen punten. Bij Königsaue (Saksen-Anhalt) gevonden klompen berkenhars werden waarschijnlijk gebruikt om vuurstenen punten aan de speren te bevestigen. De speren werden later geperfectioneerd door punten van gewei in plaats van natuursteen te gebruiken. Werpsperen konden nu gebruikt worden voor de jacht op groot wild zoals olifanten, bizons, beren, konijnen, en vossen. Andere materialen zoals bot, ivoor en gewei werden afgaande van het gebrek aan vondsten waarschijnlijk minder vaak gebruikt.
In de late fase ontwikkelden zich in Europa zogenaamde overgangsindustrieën tussen het Midden- en Laat-paleolithicum, zoals het Châtelperronien, Uluzzien en Bohunicien, die eigenschappen van beide tradities van steenbewerking vertonen.

## Andere vondsten

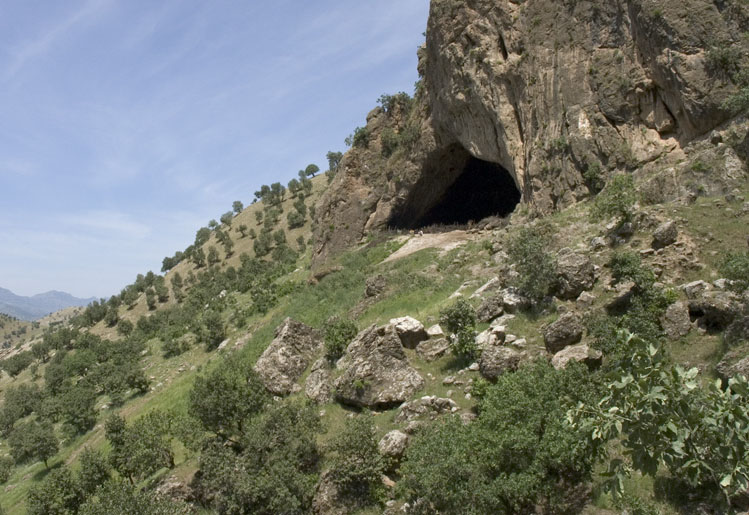
De grot van Shanidar, een belangrijke vindplaats in Iran

Uit het middenpaleolithicum zijn begrafenissen bekend, welke kunnen worden uitgelegd als een uiting van een geloof in een hiernamaals bij de Neanderthalers. Vindplaatsen die deze interpretatie ondersteunen zijn onder meer de grot van Kebara (Israël) Shanidar (Iran) of La Chapelle-aux-Saints (Frankrijk). De doden werden steeds in een gehurkte houding begraven, en meestal in een oost-west oriëntatie. Ook de vondsten van La Ferrassie steunen deze theorie. Hier bevinden zich zes graven met oost-west oriëntatie. Naast de doden, die zich allemaal in gehurkte zijligging bevinden, bevonden zich heuvels en kuilen die dierlijke botten bevatten. Onder deze graven zijn de kindergraven in het bijzonder opmerkelijk: op een van de dode kinderen werd een drietal schrapers gelegd. In het algemeen is het aantal kindergraven uit het middenpaleolithicum hoog.
De taalvaardigheid van de Neanderthalers is aangetoond op basis van de anatomie van het tongbeen van een overledene in de grot van Kebara, gedateerd op minstens 60.000 jaar geleden, en onlangs bevestigd op basis van genetische studies.

## Klimaat
Klimatologisch strekt het middenpaleolithicum zich van het late deel van de Riss-Saale-ijstijd over het Eemien-interglaciaal tot de vroege delen van de Würm-Weichsel-ijstijd. De periode van de "klassieke neanderthaler" omvat echter alleen het eerste deel van de laatste ijstijd (ongeveer 80.000 tot 40.000 jaar geleden).
In de klimatologische omstandigheden die tijdens het middenpaleolithicum heersten, gebruikten de mensen vaak grotten of rotsschuilplaatsen als onderkomst. In de meeste gevallen werd hierbij het voorste deel van de grot benut, het binnenste deel was wegens de luchtvochtigheid vaak minder geschikt.
In veel grotten en rotsschuilplaatsen vindt men sporen van bouwwerken. Meestal gaat het om aan de rotswand bevestigde hutten, zoals bij de Grotte du Lazaret bij Nice of de grot van Combe Grenal in de Dordogne, waar paalgaten gevonden zijn.
In het middenpaleolithicum werd voor de eerste keer in de menselijke prehistorie op grote schaal vuur gebruikt, en mensen begonnen vanaf ca. 250.000 jaar geleden hun voedsel te koken.